# マリー・ダリュセック
マリー・ダリュセック（Marie Darrieussecq、1969年1月3日 - ）は、フランスの小説家。

## 略歴
フランス領バスクのバイヨンヌで生まれる。リセ・ルイ＝ル＝グランのグランゼコール準備級で学び、高等師範学校を卒業。ソルボンヌ大学（パリ第4大学）で文学学士号を取得後、ソルボンヌ・ヌーヴェル大学（パリ第3大学）でエルヴェ・ギベールを研究し、修士号を取得。パリ・ディドロ大学（パリ第7大学）でギベール、セルジュ・ドゥブロフスキー、ジョルジュ・ペレックを研究し、博士号および現代文学の大学教授資格を取得。1994年から1997年までリール第3大学で教鞭を執った。
1996年に『めす豚ものがたり』で小説家デビューした。素材の独創性と強烈なメッセージでフランス文壇に衝撃を投げかけた彼女のデビュー作は、爆発的な熱狂と話題を呼び、フランス国内だけで30万部売れ、44カ国で翻訳された。2013年には『待つ女』でメディシス賞を受賞した。

## 著書
- 1996 : Truismes, P.O.L.
  - 『めす豚ものがたり』高頭麻子訳、河出書房新社、1997年
- 1998 : Naissance des fantômes, P.O.L
  - 『亡霊たちの誕生』高頭麻子訳、河出書房新社、1999年
- 1999 : Le Mal de mer, P.O.L
- 1999 : Précisions sur les vagues, P.O.L
- 2001 : Bref séjour chez les vivants, P.O.L
- 2002 : Le Bébé, P.O.L
  - 『あかちゃん』高頭麻子訳、河出書房新社、2003年
- 2003 : White, P.O.L
- 2003 : Simulatrix, Les Inrockuptibles
- 2004 : Claire dans la forêt suivi de Penthésilée, premier combat, Éditions des femmes
- 2005 : Le Pays, P.O.L
- 2006 : Zoo, P.O.L（短編集）
- 2007 : Tom est mort, P.O.L
- 2007 : Mrs Ombrella et les musées du désert, Éditions Scali
- 2010 : Rapport de police. Accusations de plagiat et autres modes de surveillance de la fiction, P.O.L（随筆）
  - 『警察調書』高頭麻子訳、藤原書店、2013年
- 2011 : Clèves, P.O.L
- 2013 : Il faut beaucoup aimer les hommes, P.O.L
  - 『待つ女』高頭麻子訳、藤原書店、2016年
- 2017 : Notre vie dans les forêts, P.O.L
- 2019 : La Mer à l'envers, P.O.L